# Switłana Tarabarowa
Switłana Tarabarowa właśc. Switłana Wasyliwna Tarabarowa (ukr. Світлана Василівна Тарабарова; ur. 26 lipca 1990 w Chersoniu) – ukraińska piosenkarka i autorka tekstów, producentka muzyczna.

## Życiorys
Urodziła się w Chersoniu w wielodzietnej rodzinie. Jej ojciec pracował w fabryce, a matka była przedszkolanką. Po skończeniu szkoły muzycznej przeprowadziła się do Kijowa, gdzie ukończyła Kijowską Akademię Rozmaitości i Sztuki Cyfrowej.

## Kariera
Zadebiutowała w 2008, biorąc udział w talent show Fabryka zirok. W latach 2008–2012 była członkinią ukraińskiego zespołu Real O. 5 kwietnia 2012, po odejściu z zespołu, zadebiutowała jako artystka solowa i wydała swój debiutancki singel „Vera Strong”.
W 2016 brała udział w ukraińskich preselekcjach Widbir, wyłaniających reprezentanta Ukrainy w 61. Konkursie Piosenki Eurowizji. Ostatecznie zajęła czwarte miejsce w pierwszym półfinale, przez co nie awansowała do finału. W 2018 wydała swój trzeci album studyjny zatytułowany 23:25.
Od 2023 pełni funkcję producentki muzycznej ukraińskich preselekcji do Konkursu Piosenki Eurowizji Junior.

## Życie prywatne
11 października 2016 poślubiła Ołeksija Bondara. Para ma trójkę dzieci, syna Iwana (ur. 2018) oraz dwie córki Marię (ur. 2020) i Polinę (ur. 2023).